# Wei Wei (escritor)
Este artículo trata sobre el escritor; para la cantante, véase Wei Wei (cantante).
Wèi Wēi (魏巍) (nacido el 16 de enero de 1920 en Zhèngzhōu - 24 de agosto de 2008) fue un famoso escritor, ensayista y novelista chino. Es sus obras se observa un gran sentimiento patriótico y comunista. Su trabajo más famoso es la novela 东方 (dōngfāng, El este), galardonada con el Premio Mao de Literatura. Cambió su nombre de Hong Jie  a Wei Wei en 1937.

## Biografía
Wei Wei nació en una familia pobre en Zhengzhou, Henan, y recibió una educación primaria rudimentaria. Mostró interés temprano en la caligrafía y la literatura, pero no pudo recibir mucha educación después de la escuela primaria, cuando sus dos padres murieron. Fue en gran medida autodidacta y estuvo muy influenciado por la literatura radical china de los años 1920 y 1930, incluidas obras de autores como Lu Xun y Mao Dun.
Wei Wei se unió al Octavo Ejército de Ruta al estallar la segunda guerra sino-japonesa en 1937 y fue educado para ser un propagandista y periodista. Después de unirse al Partido Comunista Chino en 1938, ascendió rápidamente a través de los rangos del partido. Se hizo conocido por informar desde el frente de batalla, que continuó durante la guerra de Corea y la guerra de Vietnam. También se hizo conocido por componer una serie de novelas de tema comunista, cuentos y óperas.
Wei murió el 24 de agosto de 2008 en Beijing.